# Беломорски преглед
„Беломорски преглед“ (изписване до 1945 година: „Бѣломорски прегледъ“) е българско научно списание, излязло в 2 броя през 1942 и 1943 година.
Списанието е издавано от видните български учени историци Веселин Бешевлиев и Иван Дуйчев и географа Димитър Яранов. Заглавната страница е също и на немски език, има на немски и резюмета на статиите. Списанието е посветено на изучаването на историята, географията, културата, езика и икономиката на Беломорието, което по време на Втората световна война от 1941 до 1944 година е присъединено към България. Втората книжка на изданието изгаря в печатницата при бомбардировките на София.